# Emausaurus
Emausaurus ernsti
Genre
Espèce
Emausaurus est un genre de dinosaures blindés (Thyreophora) du Jurassique ancien (Toarcien ). Ses fossiles ont été trouvés dans le Mecklembourg-Poméranie-Occidentale, dans le Nord de l'Allemagne. Emausaurus est le seul thyréorphore toarcien connu et c'est aussi le seul dinosaure de la formation de Ciechocinek avec un nom officiel.

## Découverte et dénomination
L'espèce type et seule espèce du genre, Emausaurus ernsti, a été nommée et décrite par le paléontologue allemand Hartmut Haubold (d) en 1990,. Le nom générique est composé d'un acronyme de l'Université Ernst Moritz Arndt de Greifswald et de sauros grecs / σαυρος (lézard). Le nom spécifique est dérivé du nom du géologue Werner Ernst, qui a acquis le fossile, holotype SGWG 85, à l'été 1963 du contremaître Werner Wollin dans un loampit près de Grimmen, dans des strates datant du Toarcien,. Il est connu par le côté droit du crâne, la mâchoire inférieure droite, les vertèbres caudales, les arcs neuraux, un rayon, un métatarsien, une griffe, des fragments de côtes, des écailles et des plaques, connus sous le nom de EMAU SGWG 85. 

## Description

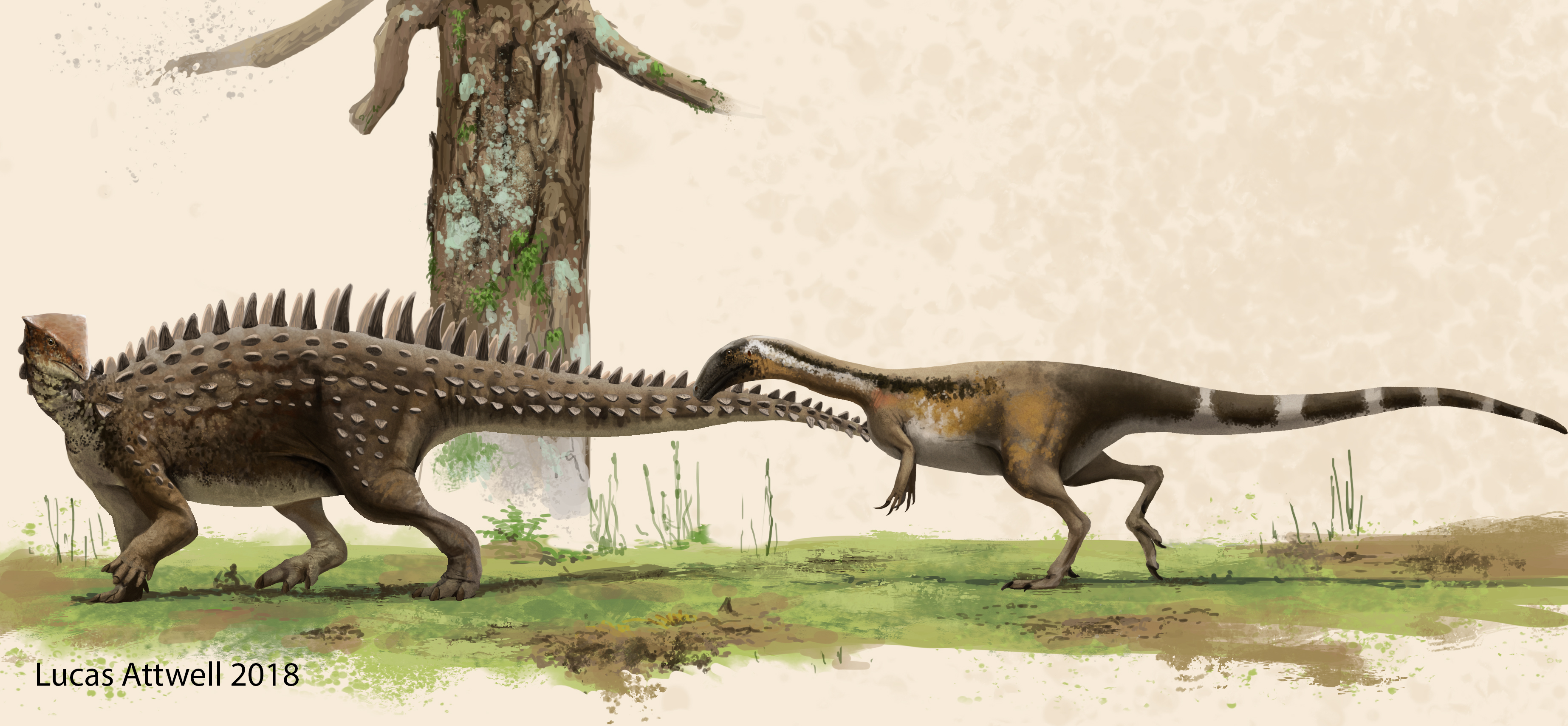
Vue d'artiste d'un Emausaurus attaqué par un théropode.

Emausaurus était probablement un animal semi-bipède à quadrupède, recouvert d'une armure d'ostéodermes à travers le corps. Comme d'autres thyreophora, était probablement un herbivore, concrètement un habitat bas, avec un régime alimentaire plus lié à la flore terrestre, comme le Cycas et le Bennettitales. La longueur corporelle de l'holotype d'Emausaurus a été estimée à environ 2,50 m, avec un poids de 70 à 90 kg. Ceci était basé sur un individu juvénile cependant ; la longueur des adultes a été estimée à trois à quatre mètres, avec un poids allant jusqu'à 240 kg. La majeure partie de la reconstruction a été basée sur Scelidosaurus, bien qu'il soit possible qu’Emausaurus soit un animal plus bipède, comme certains des jeunes spécimens de Scelidosaurus étaient supposés l'être. Les formes adultes sont probablement plus quadrupèdes. L'armure comprend trois écailles coniques et un grand élément épineux. David Norman en 2019 a examiné la morphologie de Scelidosaurus, la comparant à Emausaurus. En ce qui concerne Emausaurus, le maxillaire a, dans l'ensemble, une morphologie similaire à celle observée chez Scelidosaurus. Le maxillaire désarticulé d'Emausaurus présente un processus robuste dirigé de manière antéromédiale avec lequel il a rencontré son homologue dans la ligne médiane, créant une structure en forme de coin, sans décalage évident entre les marges alvéolaires. Chez Emausaurus, la structure des frontaux n'est pas bien conservée. Dans les grandes lignes, ses proportions ressemblent à celles de Scelidosaurus, mais il en va de même pour de nombreux Ornithischia. L'os lacrymal d'Emausaurus est incomplet, mais comprend un long processus jugal incurvé qui s'est évidemment enroulé autour de la pointe antérieure du jugal.

## Classification
Des analyses cladistiques ont montré qu'Emausaurus était un membre basal du Thyréophore, plus dérivé que Scutellosaurus, mais moins que Scelidosaurus. Le statut cladistique du spécimen est relativement controversé en raison de sa nature jeune. Il s'agit clairement d'un membre des Thyreophora, mais sa position peut changer avec le temps, si un spécimen adulte est trouvé Emausaurus peut être plus dérivé que Scelidosaurus, ou même être un taxon frère de Stegosauria.

## Paléoenvironnement
L'holotype d'Emausaurus a été trouvé sur le bien-nommé « site de type Emausaurus », de la Formation de Ciechocinek datant du Toarcien inférieur (Tenuicostatum). Il s'agit d'une frontière composée de schiste bitumineux qui représente un ancien environnement côtier, probablement lagunaire, et il est contemporain du schiste de Posidonie du Sud de l'Allemagne. Du bois fossile a été trouvé au même endroit, y compris du bois flotté et d'autres apparentés aux Araucariaceae, présents dans d'autres environnements européens de l'âge toarcien. De la faune invertébrée, des insectes, des bivalves, des escargots de mer et des ammonites (genres Tiltoniceras, Eleganticeras et Lobolytoceras ) ont été trouvés. La faune vertébrée est également variée, avec des fossiles de poissons du genre Saurorhynchus et du nouveau genre Grimmenichthys et Grimmenodon. Les fossiles de reptiles comprennent Ichthyosauria indéterminés, les Plesiosauria indéterminés, les plésiosaures rhomaleosauridés, les Mesoeucrocodylia indéterminés (probablement les Goniopholididae ), les Thalattosuchia indéterminés et au moins deux sauropodes gravisauriens.